# Papua (tỉnh)
Papua là một tỉnh của Indonesia, bao gồm vùng ven biển phía bắc của Tây New Guinea cùng với các nhóm đảo ở vịnh Cenderawasih ở phía tây. Tỉnh nhìn chung đi theo ranh giới của khu vực tập quán Tabi Saireri của người Papuan  Tỉnh Papua giáp với quốc gia có chủ quyền Papua New Guinea ở phía đông, Thái Bình Dương ở phía bắc, vịnh Cenderawasih ở phía tây, và các tỉnh Trung Papua và Papua Cao nguyên  ở phía nam. Tỉnh này cũng có chung đường biên giới trên biển với Palau ở Thái Bình Dương. Sau khi tách 20 huyện để tạo ra ba tỉnh mới là Trung Papua , Papua Cao nguyên và Nam Papua vào ngày 30 tháng 6 năm 2022, tỉnh Papua mới còn lại được chia thành tám huyện (kabupaten) và một thành phố (kota), thủ phủ tỉnh là Jayapura. Tỉnh có tiềm năng lớn về tài nguyên thiên nhiên, như vàng, niken, dầu mỏ. Papua, cùng với năm tỉnh khác của Papua, có mức độ tự trị cao hơn so với các tỉnh khác của Indonesia .
Đảo New Guinea đã có dân cư sinh sống hàng chục nghìn năm. Các thương nhân châu Âu bắt đầu lui tới khu vực này vào khoảng cuối thế kỷ 16 để buôn bán gia vị. Cuối cùng, Đế quốc Hà Lan nổi lên với vị thế là nhà lãnh đạo thống trị trong cuộc chiến gia vị, sáp nhập phần phía tây của New Guinea vào thuộc địa Đông Ấn Hà Lan. Người Hà Lan ở lại New Guinea cho đến năm 1962, dù cho các phần khác của thuộc địa cũ tuyên bố độc lập với tên gọi Cộng hòa Indonesia vào năm 1945. Sau các cuộc đàm phán và xung đột với chính phủ Indonesia, người Hà Lan chuyển giao Tây New Guinea cho Liên Hiệp Quốc, rồi được chuyển giao cho Indonesia sau Đạo luật Tự do Lựa chọn gây tranh cãi. Tỉnh này trước đây có tên là Irian Jaya và bao gồm toàn bộ Tây New Guinea cho đến khi thành lập tỉnh Tây Papua (sau đó là Tây Irian Jaya) vào năm 2001. Năm 2002, Papua lấy tên hiện tại và được trao quy chế tự trị đặc biệt theo luật pháp Indonesia.
Điều tra dân số năm 2020 cho thấy dân số tỉnh là 4.303.707, trong đó phần lớn theo Cơ Đốc giáo. Ước tính chính thức cho giữa năm 2022 là 4.418.581 trước khi chia tỉnh thành bốn tỉnh riêng biệt. Ước tính chính thức về dân số vào giữa năm 2022 của tỉnh bị giảm còn 1.034.956. Vùng nội địa chủ yếu là dân cư thuộc dân tộc Papua, trong khi các thị trấn ven biển là nơi sinh sống của hậu duệ từ hôn nhân giữa người Papua, người Melanesia và người Austronesia, bao gồm các nhóm dân tộc Indonesia. Những người di cư từ phần còn lại của Indonesia cũng có xu hướng sống ở các vùng ven biển. Tỉnh này cũng là nơi sinh sống của một số dân tộc chưa được tiếp xúc.

## Hành chính
Các huyện (kabupaten) và thành phố (kota) được liệt kê dưới đây với diện tích và dân số của chúng tại cuộc điều tra dân số năm 2020 và các ước tính chính thức tiếp theo vào giữa năm 2022, cùng với Chỉ số phát triển con người năm 2020 của mỗi đơn vị hành chính.
|   | Huyện          | Thủ phủ      | Khu | Diện tích km2 | Dân số điều tra 2020 | Population ước tính giữa 2022 | HDI (2020)         |
| - | -------------- | ------------ | --- | ------------- | -------------------- | ----------------------------- | ------------------ |
| 1 | T/p Jayapura   | T/p Jayapura | Abepura, Heram, Muara Tami, South Jayapura, North Jayapura | 835,48        | 398.478              | 410.852                       | 0,799 (Cao)        |
| 2 | Biak Numfor    | Biak         | Aimando Padaido, Andey, Tây Biak, T/p Biak (Biak), Đông Biak, Bắc Biak, Bondifuar, Bruyadori, Tây Numfor, Đông Numfor, Oridek Orkeri, Padaido, Poiru, Samofa, Swandiwe, Warsa, Yawosi, Yendidori | 2.257,78      | 134.650              | 135.796                       | 0,722 (Cao)        |
| 3 | Jayapura       | Sentani      | Airu, Demta, Depapre, Ebungfau, South Gresi, Kaureh, Kemtuk, Kemtuk Gresi, Namblong, Nimbokrang, Nimboran, Ravenirara, Sentani, Tây Sentani, Đông Sentani, Unurum Guay, Waibu, Yapsi, Yokari     | 14.082,21     | 166.171              | 171.331                       | 0,717 (Cao)        |
| 4 | Keerom         | Waris        | Arso, Tây Arso, Đông Arso, Kaisenar, Mannem, Senggi, Skanto, Towe, Waris, Web, Yaffi | 9.526,32      | 61.623               | 62.777                        | 0,664 (Trung bình) |
| 5 | Mamberamo Raya | Burmeso      | Benuki, Mamberamo Hilir, Mamberamo Hulu, Trung Mamberamo (Burmeso), Đông Trung Mamberamo, Rufaer, Sawai, Bottom Waropen                                                                          | 28.042,39     | 36.483               | 37.616                        | 0,518 (Thấp)       |
| 6 | Sarmi          | Sarmi        | Apawer Hulu, Bonggo, East Bonggo, West Coast, East Coast, East Coast West, Sarmi, South Sarmi, East Sarmi, Top Tor                                                                               | 14.068,37     | 41.515               | 42.233                        | 0,636 (Trung bình) |
| 7 | Supiori        | Sorendiweri  | Aruri Islands, West Supiori, South Supiori, East Supiori, North Supiori | 660,61        | 22.547               | 23.247                        | 0,623 (Trung bình) |
| 8 | Waropen        | Botawa       | Demba, Inggerus, Kirihi, Masirei, Oudate, Risei Sayati, Soyoi Mambai, Urei Faisei, Wapoga, Bottom Waropen, Wonti                                                                                 | 10.778,76     | 33.943               | 34.997                        | 0,649 (Trung bình) |
| 9 | Yapen Islands  | Serui        | Angkaisera, Anotaurei, Ambai Islands, Kosiwo, Poom, Kurudu Islands, Pulau Yerui, Raimbawi, Teluk Ampimoi, Windesi, Wonawa, West Yapen, South Yapen (Serui), East Yapen, North Yapen, Yawakukat   | 2.429,03      | 112.676              | 116.107                       | 0,677 (Trung bình) |
| - | Tổng cộng      | Tổng cộng    | | 82.680,95     | 1.008.086            | 1,l.034.956                   | (Trung bình)       |